# Laetoli lábnyom
A laetoli lábnyom három emberszabású, vagy emberféle egyed lábnyom-sorozata, amelyből kettő egy időben keletkezett, a harmadik pedig nem sokkal utánuk járt arra. A lábnyomok felegyenesedett, a mellső végtagra már egyáltalán nem támaszkodó lények nyomai. Faji besorolásuk vitatott, koruk alapján az Australopithecus afarensis fajhoz tartozhattak. A nagylábujj nem elkülönülő, haladási sebességük a lépéshossz alapján a mai ember sétálótempója volt. Mintegy 45 km-re délre került elő az előember egyik legkorábbi eszközlelőhelyétől, az Olduvai-szurdoktól, és ma az Olduvai Múzeumban található.
|                    | Első egyed  | Második egyed | Mai női átlag | Mai férfi átlag |
| ------------------ | ----------- | ------------- | ------------- | --------------- |
| lábnyom hossza     | 0,215 m     | 0,185 m       | 0,26 m        | 0,29            |
| lábnyom szélessége | 0,1 m       | 0,088 m       | 0,11 m        | 0,12 m          |
| lépéshossz         | 0,472 m     | 0,287 m       | 0,5–0,6 m     | 0,6–0,7 m       |
| vélhető testméret  | 1,34-1,56 m | 1,15-1,34 m   | 1,65 m        | 1,7 m           |

A nyomok 15 cm vastagságú friss vulkáni tufában maradtak fenn, és nem sokkal később újabb hamuszórás konzerválta. Nemcsak a nyomok jó állapota bizonyítja ezt, hanem az is, hogy egymást fedő lábnyomok alig vannak, annak ellenére, hogy összességében legalább húsz más állatfaj nyomai is fellelhetők. Az anyag a 20 km-re lévő Sadiman-vulkánból származik. A hamu – vulkáni eredetű lévén – alkalmas radiometrikus datálásra, a kálium-argon módszer segítségével meghatározott kor 3,5 millió év.
A lábnyomleletet semmilyen más maradvány nem kíséri közvetlenül, bár a környékről már 1934-től ismert Australopithecus afarensis csontlelet Ludwig Kohl-Larsen ásatásaiból. Már ezek előremutató jellegei alapján is felmerült, hogy ezeket a leleteket nem az Australopithecus nembe kellene sorolni, hanem a Homo nembe. 1976-ban Mary Leakey találta meg a lábnyomos lelőhelyet, az 1990-es évektől Terry Harrison folytat ásatásokat.

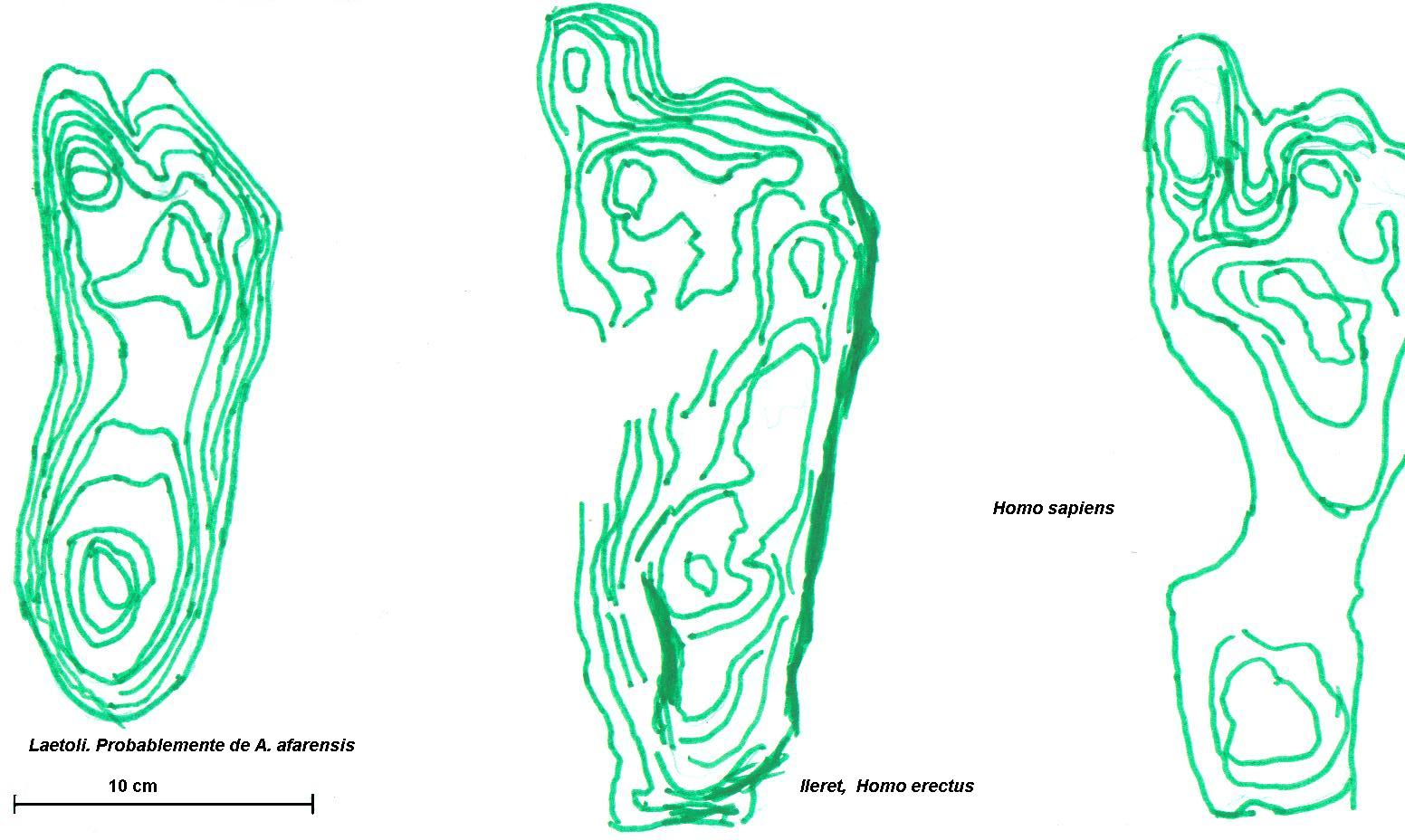
A két lábnyom körvonalai

A lábnyomok modern jellege a kreacionizmus egyik vesszőparipájává tette a leletet. Az emberi láb szerkezetének változásai és egyáltalán kialakulásának menete és szakaszai azonban még nem kellően felderítettek ahhoz, hogy a nagyujj állása bármire is bizonyíték lehessen. Az emberi evolúciót jelenleg nagyrészt a fej csontjai (koponya, állkapocs és fogak) alapján ismerjük, ezért nem lehet kijelenteni, hogy a 3,5 millió éves lábnyom modernsége az evolúció cáfolata lenne, ezenkívül ezek a lábnyomok semmiképp sem olyan tisztán és egyértelműen értékelhetők, mint az iszap-eredetű egyéb lenyomatok. Egyetlen lábnyomnak sincs tiszta kontúrja, a lépések által felvert por és a szél mindegyiket kissé elmaszatolta.

## Fordítás
- Ez a szócikk részben vagy egészben  a   Laetoli című angol Wikipédia-szócikk fordításán alapul.  Az eredeti cikk szerkesztőit annak laptörténete sorolja fel. Ez a jelzés csupán a megfogalmazás eredetét és a szerzői jogokat jelzi, nem szolgál a cikkben szereplő információk forrásmegjelöléseként.